# Srebrnik, Bistrica ob Sotli
Srebrnik este o localitate din comuna Bistrica ob Sotli, Slovenia, cu o populație de 102 locuitori.